# 河森正治
河森 正治（かわもり しょうじ、1960年2月20日 - ）は、日本のメカニックデザイナー、アニメーション監督・演出家。富山県東礪波郡平村（現南砺市）生まれ。Vector Vision所属、サテライト特別顧問。
監督としての代表作は「マクロスシリーズ」「アクエリオンシリーズ」など。おもなメカニックデザインとしてはマクロスシリーズの可変戦闘機（バルキリー）や、サイバーフォーミュラ、アーマード・コア、エウレカセブンのLFOなどがある。
1980年代初頭のアニメブーム期に、アニメファン世代の大学生デザイナーとして頭角を現す。機械工学を専攻し、整合性のとれた変形・合体機構を持つロボットデザインを得意とする。また、空力を意識した航空機や自動車などのリアル系メカデザインも手掛ける。
演出家・監督としてはSF・巨大ロボット・ファンタジーをメインジャンルとしつつ、アイドルや魔法少女や生命環境などのテーマを扱った作品もある。CGを駆使したビジュアル、音楽（歌）とメカアクションの融合、ロマンティックな恋愛ドラマなどのエンターテインメント要素が豊富である。
発表作は基本的に自身が原作者（もしくは原作集団の一員）となるオリジナル作品である。企画立案に始まり、メカニックデザイン・設定・シリーズ構成・監督（または総監督）・絵コンテ・演出・編集といった制作工程全般に関与している。
ほかにも工業製品や広告モデルのデザイン、イベントの展示演出などマルチクリエイターとして活躍し、総合的な役職としてビジョンクリエイター (Vision Creator) と名乗っている。

## 略年表
- 1960年（昭和35年）2月20日 富山県に生まれる。
- 1963年（昭和38年） 横浜市に転居。
- 1972年（昭和47年） 慶應義塾普通部に入学。
- 1975年（昭和50年） 慶應義塾高等学校に進学。スタジオぬえを訪問し、クリスタルコンベンション（クリコン）に参加し始める。
- 1978年（昭和53年） 慶應義塾大学工学部に進学。テレビアニメ『闘将ダイモス』のゲストメカデザインでプロデビュー。
- 1979年（昭和54年） 4月にスタジオぬえ入社[6]。テレビアニメ『ザ☆ウルトラマン』の後期メカニックデザイン。
- 1980年（昭和55年） タカラの玩具「ダイアクロン」のデザイン。
- 1982年（昭和57年） テレビアニメ『超時空要塞マクロス』の主役メカ、VF-1 バルキリーをデザイン[2]。シリーズ構成案、各話脚本・絵コンテ。
- 1983年（昭和58年） アニメ映画『クラッシャージョウ』のメカニックデザイン。
- 1984年（昭和59年） アニメ映画『超時空要塞マクロス 愛・おぼえていますか』で監督デビュー（石黒昇と共同）。
- 1985年（昭和60年） 中国へ取材旅行。カルチャーショックを受ける。
- 1987年（昭和61年） OVA『超時空要塞マクロス Flash Back 2012』の監督。
- 1989年（平成元年） 特撮映画『ガンヘッド』のメカニックデザイン。アニメ映画『舞夢』が製作中止となる。
- 1991年（平成3年） テレビアニメ『新世紀GPXサイバーフォーミュラ』のメカニックデザイン。OVA『機動戦士ガンダム0083 STARDUST MEMORY』のメカニカルスタイリング。
- 1994年（平成6年） 「マクロスシリーズ」の制作に復帰。テレビアニメ『マクロス7』のスーパーバイザー、OVA『マクロスプラス』の総監督。
- 1996年（平成8年） テレビアニメ『天空のエスカフローネ』の原作。宮沢賢治生誕百周年記念アニメ『イーハトーブ幻想〜KENjIの春』の監督。
- 1997年（平成9年） PlayStation用ゲーム『アーマード・コア』のメカ、アーマード・コアをデザイン。
- 1998年（平成10年） アーケードゲーム『超鋼戦紀キカイオー』の企画、デザイン。
- 2001年（平成13年） テレビアニメ『地球防衛家族』の原作、『地球少女アルジュナ』の原作・監督。AIBOのカスタムモデル「ERS-220」デザイン。
- 2002年（平成14年） OVA『マクロス ゼロ』の監督。
- 2003年（平成15年） サテライト取締役就任。
- 2005年（平成17年） テレビアニメ『創聖のアクエリオン』の原作・監督。テレビアニメ『交響詩篇エウレカセブン』のメインメカニックデザイン。
- 2008年（平成20年） テレビアニメ『マクロスF』の原作・総監督。第21回東京国際映画祭にて「ビジョンクリエーター河森正治の世界」上映[7]。
- 2009年（平成21年） テレビアニメ『バスカッシュ!』『あにゃまる探偵 キルミンずぅ』の原作。
- 2012年（平成24年） テレビアニメ『アクエリオンEVOL』『AKB0048』の原作・総監督。
- 2013年（平成25年） 第18回アニメーション神戸 特別賞受賞[8]。
- 2014年（平成26年） テレビアニメ『ノブナガ・ザ・フール』の原作。「多次元プロジェクト "The Fool"[9]」を展開。
- 2015年（平成27年） テレビアニメ『アクエリオンロゴス』の原作。初の個展「『THE変形』 河森正治デザインワークス展」を開催（手塚治虫記念館）[10]。
- 2016年（平成28年） テレビアニメ『マクロスΔ』の原作・総監督。
- 2018年（平成30年） 『重神機パンドーラ』の原作・総監督。
- 2019年（令和元年） 活動40周年記念展示会「河森正治EXPO」を開催（東京ドームシティ Gallery AaMo）[11]。アニメ映画『誰ガ為のアルケミスト』の総監督。
- 2020年（令和2年） 2025年日本国際博覧会（関西・大阪万博）テーマ事業プロデューサーに就任[12][1]。

## 経歴

### アマチュア時代
合掌造りの家屋で知られる越中五箇山にある母方の実家で生まれ、3歳の時に神奈川県横浜市へ転居した。絵よりも先に立体に興味を持ち、ペーパークラフトやブロック玩具で工作を始める。いすゞ・117クーペ（ジョルジェット・ジウジアーロ作）やデ・トマソ・マングスタを見てカーデザイナーに憧れ、アポロ11号の月面着陸中継に感動して宇宙工学エンジニアになる夢を抱く。本人いわく「日本にNASAがあれば行っていた」とのこと。
好きだったメカはサターンVロケットやサンダーバード2号。アニメを意識して見るようになったのは『ルパン三世』（TV第1シリーズ）からで、影響を受けた演出家におおすみ正秋を挙げている。
慶應義塾普通部に入学後、同級生の小川正晴（映像制作会社オガワモデリング代表）、原田則彦（カロッツェリアザガート(SZデザイン)主任カーデザイナー）らと放課後に絵を描き始める。慶應義塾高等学校進学後に細野不二彦（漫画家）、美樹本晴彦（キャラクターデザイナー）、大野木寛（脚本家）が加わり、10数名の仲間とともに「慶應グループ」と呼ばれる。
慶應グループは『宇宙戦艦ヤマト』を通してSFアート集団スタジオぬえの存在を知り、同人会クリスタル・コンベンション（通称クリコン）に参加するようになる。河森は慶應義塾大学工学部に進学後アルバイトとしてデザインを手伝い、1978年にスタジオぬえ入社。大学を中退する1983年まで学生との兼業を続ける。また、美樹本、大野木、SF評論家の永瀬唯らと制作した『機動戦士ガンダム』の同人誌「Gun Sight」がムック本『ガンダムセンチュリー』へと発展する。

### デビューから『マクロス』へ
プロデビュー作は『闘将ダイモス』のゲストメカデザイン。同時期にタカラのロボット玩具「ダイアクロン」シリーズのデザイン・監修を担当する。先輩宮武一貴の薫陶を受け、『闘士ゴーディアン』『クラッシャージョウ』などの作品で新鋭メカニックデザイナーとして注目され始める。
1982年、スタジオぬえ原作のSFアニメ『超時空要塞マクロス』で初の主役ロボットとなる可変戦闘機バルキリーをデザインし、斬新な変形機構で一躍脚光を浴びる。また、この作品には企画段階から携わり、メカニックデザインと設定監修を中心としつつ、演出を数話担当し、最終回では脚本を手掛けるなど構成・演出面でも個性を発揮し、幅広い活動を行った。1984年の劇場作『超時空要塞マクロス 愛・おぼえていますか』では石黒昇との共同監督に抜擢される（石黒はおもにスタッフワークなどを担当）。24歳の初監督作にして実力を高く評価され、アニメファン出身の若手世代の旗手とされた。のちに『マクロスプラス』を共同で手がける渡辺信一郎は「マクロスの監督が二十代半ば」という噂を聞いたことがアニメ業界を選んだ理由のひとつと述べている。
劇場版『マクロス』終了後中国奥地の少数民族の村を一人旅し、日本社会とは異なる多様な文化や価値観に触れる。このカルチャーショック体験が以後の創作活動の原動力となる。

### 雌伏の10年と監督復帰
1980年代後半から1990年代前半にかけてはサンライズ系の『ガンヘッド』『機動戦士ガンダム0083 STARDUST MEMORY』『新世紀GPXサイバーフォーミュラ』や、押井守監督作の『機動警察パトレイバー』（劇場版I・II）『GHOST IN THE SHELL / 攻殻機動隊』などでメカデザインを手がける。
一方、演出家としてはオリジナル企画を立てるがものにできない時期が続く。未発表作はスタジオぬえの「機甲天使ガブリエル」、模型企画「アドバンスト・バルキリー」、「空中騎行戦記」（エスカフローネの原案）など。企画が通らない場合もあれば、シナリオまで進めても自信が持てず止めてしまう場合もあった。1989年には河森原作・脚本・監督、美樹本キャラデザイン、サンライズ制作によるアニメ映画『舞夢』のパイロットフィルムがアニメ誌上で紹介されたが、演出上の行き詰まりから製作中止となった。この挫折から一時期は仕事を中断していたが、1991年に結婚。美樹本はこの結婚が河森の転機になったと語っている。
1994年、『マクロスプラス』で10年ぶりに監督業に本格復帰する。同年、初期マクロスからのテーマでありライフワークでもある「音楽の秘める可能性」を自ら世界を旅行して感受したカルチャーショックの体験などを踏まえて描ききった『マクロス7』を完成させ、業界内外から多くの支持を得た。
『天空のエスカフローネ』（原作）以降は神話伝承世界に着目し、宮沢賢治の半生を描いた『イーハトーブ幻想〜KENjIの春』でメカアニメ以外の新境地を開く。

### CG表現とサテライト参加
1990年代後半はゲーム関連の仕事が増え、「アーマード・コアシリーズ」『超鋼戦紀キカイオー』『オメガブースト』『マクロスVF-X2』などに関わりCG技術の可能性を学ぶ。
2000年代からは『Kenjiの春』からの付き合いがあるサテライトを創作の場とし、3DCGを駆使したより複雑な映像表現に挑戦している。2003年には同社取締役に就任。環境問題を扱った『地球少女アルジュナ』や『創聖のアクエリオン』などを発表。

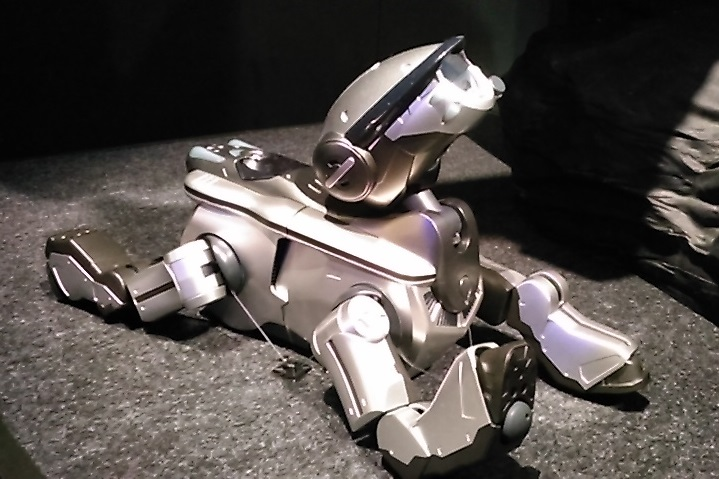
AIBO ERS-220

デザイナーとしてはソニーのペットロボットAIBOのカスタムデザインを担当。『交響詩篇エウレカセブン』では空中をサーフィンするロボットLFOを考案した（空中サーフィンは『地球防衛家族』で大地ファミリーが乗るホバーボードが原型）。
マクロスシリーズ25周年の集大成的な作品『マクロスF』（2008年）、『劇場版 マクロスF」2部作（2009年・2011年）、『マクロスΔ』（2016年）、『アクエリオン』の続編『アクエリオンEVOL』（2012年）や、アイドルグループAKB48をモチーフとしたテレビアニメ『AKB0048』（2012年/2013年）、日中合作アニメ『重神機パンドーラ』（2018年）ではいずれも総監督およびメインメカデザイナーとして携わる。
2019年には、プロクリエイターになってから40年を迎えたことを記念し、同年5月から6月にかけて、これまでに関わったあまたの作品用に描いたデザイン画など、各種創作物の展示などを中心にしたイベント『河森正治EXPO』が開催された。

## 人物

### デザイン
「変形の河森」と呼ばれ、ロボットから他形態（飛行機・車）への変形機構デザインをライフワークとしている。平面上の図案に止まらず、自ら試作モデルを作り、立体化を提案するプランナーでもある。この試作にはレゴブロックを用いるが、可動部を綿密に検討するため、デザイン完成まで数年掛かりという場合もある。なお、子供の頃に親から買ってもらったフィッシャーテクニックというブロックはその性質上、可変メカの試作という点ではレゴよりも数段上とのことで、あれがあれば楽だけど手に入らないからレゴを使っていると語っている。レゴを用いるようになる以前は、『超時空要塞マクロス』（1982年）のVF-1 バルキリーでは紙とバルサ、『ガンヘッド』（1989年）では油粘土を用いていた。『マクロスF』の主役機・VF-25では、河森のレゴ試作をCGスタッフが忠実に3DCGモデルで再現し、それを基にCGモデルを製作する手法が採られている。
架空のメカデザインにも、航空機や自動車など実在物のリアリティーを投影するのが特徴である。これは実際のメカから影響されたものだが、『サンダーバード』からも影響を受けたと語っている。2006年には『トランスフォーマー』のマスターピース・スタースクリームのデザインを監修  したが、ビークルモードを実在する戦闘機F-15のデザインに近づけようとした結果、ロボットモードが劇中のスタースクリームとは似て非なる物になった。
実在するSu-27が双発ジェット機の理想形であると考えており、自身の航空機デザインにおいてもSu-27に範を取った滑らかなシルエットを多用する。
また翼形については視覚的な特徴にもなる可変翼や前進翼、カナードを好み、特に可変翼は(機体そのものが変形するデザインが多いこともあり)様々な可動方式で頻繁に採用する。
若いころはカーデザイナーに憧れていたといい、航空力学などのロジックが強い航空機よりも、自動車の方が空力などのロジックだけでなくファッション性やスタイリングによるキャラクター性を出すことが許されており、そのバランス感を好んでいると語っている。自身のデザインにおいても、時代を超えて印象に残る車のように、アイデンティティを保ち続けられるスタイリングをどうやったら生み出せるか常に葛藤していると述べている。

### 独創性
クリエーターとして「他人の真似はしない」「同じパターンは繰り返さない」など、独創性への強いこだわりをもつ。持論として、オリジナルのアイデアこそデザインであり、それをアレンジしたものは「スタイリング」と呼ぶべきと語っている。
オリジナリティに対する感性は富野由悠季の影響も大きいようである。ある時富野が講演で「昔職人を育てる には何時も本物だけを見せるようにしていた。そうすると特に何を教えなくても、本物と偽物の区別が自然とできるようになる。今のTVアニメは全て偽物なのだから、アニメを作りたい人間はアニメを見てはいけない」と語っていたのを聞き、実際に3年間アニメを見るのをやめてみた。そして改めてアニメを見てみると、それが全く面白くないばかりか、いったい何をやりたいのかすら分からなかったという。この経験から、河森は万人に対して真に訴える力を持った作品作りを深く考えるようになったと語っている。

### 趣味
中国やインドの奥地に一人旅するのが趣味で、創作面でも自ら体験する意義を重んじている。『マクロスプラス』ではパイロットの空間感覚を知るため、メカ作画監督の板野一郎とアメリカで模擬空中戦を体験。『創聖のアクエリオン』ではスタッフと「アレグリア2」を観賞し、身体が躍動するイメージを伝えた。
自宅に菜園があり、観察からロボット変形の着想を得ているという。

### 関連人物
親交の深い映画監督押井守の作品に、印象的な活躍をみせる空挺兵器などを提供している。押井は小説『立喰師列伝』に河森をモデルにした偽インド人の立喰師「河森正三郎」を登場させ、2006年の実写映画化では、河森本人が演じることになった。
周辺の人物と同様、とり・みき、ゆうきまさみの漫画作品にスター・システムで出演している。とり・みきと共に、ツアー客役として映画「天国にいちばん近い島」に出演している。
過去に宮崎駿から、若いアニメーターと話したいということで対談相手に指名されており、マクロスの戦闘機の費用などについて指摘されている。

### 外見・別名義
眉毛が非常に太く、彼のトレードマークとなっている。また、ぬえのメンバー一の色黒で、薄暗い部屋では存在を見失うほどであることから「黒河影次」という名義でも活動する。この人物は『マクロス』の作品中に隠れキャラクターとして登場し、様々な災難にあっている。後には「白河明治」という名義も使っている。

### 思想
20代に過労で心身を病み、不眠症や「電話ノイローゼ」に苛まれたという。その後、「新体道」、「自然農法」等に出会い、「気や意識と自然の関係の深さ」に「目覚めさせられ」たと述べている。人体科学会第9回大会にも「出演者」として参加し、先のようなコメントを述べた。それに伴い、作品にもそういった思想の影響が如実に表れるようになっている。新体道協会発行の「楽天」に関わったこともある。

## 賞歴
- 2009年 第40回星雲賞メディア部門『マクロスF』[28]
- 2013年 第18回アニメーション神戸 アニメーション神戸賞・特別賞[29]

## 主な作品

### テレビアニメ
1978年
- 闘将ダイモス - ゲストメカニックデザイン（デビュー作）

1979年
- 闘士ゴーディアン - メカニック設定
- ユリシーズ31 - 日仏合作アニメの企画・メカニックデザイン
- ザ☆ウルトラマン - 後半パートのメカニックデザイン（ウルトリア）

1981年
- ゴールドライタン - ゲストメカニックデザイン

1982年
- 超時空要塞マクロス - 脚本・演出・メカニックデザイン（バルキリー、スパルタン他）、黒河影次名で設定監修

1991年
- 新世紀GPXサイバーフォーミュラ - マシンデザイン

1994年
- マクロス7 - 原作・スーパーバイザー・絵コンテ・メカニックデザイン

1996年
- セイバーマリオネットJ - 原画・スペシャルゲストメカデザイン
- 天空のエスカフローネ - 原作・シリーズ構成
- イーハトーブ幻想〜KENjIの春 - 監督・脚本

1998年
- カウボーイビバップ - 舞台設定（位相差空間ゲートやテラフォーミングのSF設定）・共同脚本（18話）
- 星方武侠アウトロースター - デザイン協力（アウトロースター号）

2001年
- 地球少女アルジュナ - 原作・シリーズ構成・監督
- 地球防衛家族 - 原作・シリーズ構成

2002年
- しあわせソウのオコジョさん - 絵コンテ（48話・白河明治名義）
- ラーゼフォン　-　絵コンテ（第9楽章のみ）

2005年
- 創聖のアクエリオン - 原作・シリーズ構成・監督・メカニックデザイン
- 交響詩篇エウレカセブン - メインメカニックデザイン（LFO・KLF・月光号）

2006年
- ガラスの艦隊 - メカニックデザイン

2007年
- 機神大戦ギガンティック・フォーミュラ - ギガンティックデザイン（ユーノワVIII）
- キスダム -ENGAGE planet- - メカニカルデザイン
- アニ＊クリ15 - 「プロジェクトΩ」原作・監督・メカデザイン・絵コンテ

2008年
- マクロスF - 原作・総監督・ストーリー構成・バルキリーデザイン

2009年
- バスカッシュ! - 原作・プロジェクト・ディレクター
- あにゃまる探偵 キルミンずぅ - 原作・黒河影次名で脚本

2012年
- モーレツ宇宙海賊 - メカニックデザイン（オデット二世）
- アクエリオンEVOL - 原作・総監督・アクエリオンデザイン
- エウレカセブンAO - ニルヴァーシュデザイン（RA272）
- AKB0048 - 原作・総監督・絵コンテ
- 超速変形ジャイロゼッター - メカニックデザイン（ギルティス）

2013年
- AKB0048 next stage - 原作・総監督・絵コンテ

2014年
- ノブナガ・ザ・フール - 原作・シリーズ構成・メインメカデザイン
- M3〜ソノ黒キ鋼〜 - メカデザイン

2015年
- アクエリオンロゴス - 原作・ロゴスデザイン
- サンダーバード ARE GO - サンダーバードS号デザイン

2016年
- マクロスΔ - 原作・総監督

2018年
- 重神機パンドーラ - 原作・総監督・重神機デザイン・絵コンテ
- ひそねとまそたん - メインメカデザイン

2021年
- サクガン - カイジュウ・コンセプトデザイン

2023年
- アイドルマスター シンデレラガールズ U149 - ライブパート絵コンテ（第12話）

2025年
- 想星のアクエリオン Myth of Emotions - 原作・スーパーバイザー・アクエリオンデザイン

### 劇場アニメ
1982年
- テクノポリス21C - メカニックデザイン・絵コンテ

1983年
- クラッシャージョウ - 作画・メカニックデザイン

1984年
- 超時空要塞マクロス 愛・おぼえていますか - 監督・ストーリー構成・メカニックデザイン

1989年
- 機動警察パトレイバー the Movie - メカニックデザイン協力（ヘルハウンド、特型レイバーキャリア）

1993年
- 機動警察パトレイバー 2 the Movie - メカニックデザイン（イーグルプラス、ナイトファルコンほか）

1995年
- マクロスプラス MOVIE EDITION - 原作・総監督・絵コンテ・コンセプトデザイン・メカニカル設定
- マクロス7 銀河がオレを呼んでいる! - 原作・スーパーバイザー・メカニックデザイン
- GHOST IN THE SHELL / 攻殻機動隊 - メカニックデザイン（狙撃ヘリ他）

2002年
- WXIII 機動警察パトレイバー - メカニックデザイン（岬冴子のスポーツカー）

2007年
- Genius Party＜ジーニアス・パーティ＞ - 「上海大竜」監督
- 劇場版アクエリオン 創星神話篇 / ─壱発逆転篇 - 原作・監督・脚本・メカニックデザイン

2009年
- 劇場版マクロスF 虚空歌姫〜イツワリノウタヒメ〜 - 原作・監督・バルキリーデザイン
- 交響詩篇エウレカセブン ポケットが虹でいっぱい - メインメカニックデザイン

2011年
- 劇場版マクロスF 恋離飛翼〜サヨナラノツバサ〜 - 原作・監督・バルキリーデザイン

2012年
- マクロスFB7 銀河流魂 オレノウタヲキケ! - 原作・バルキリーデザイン

2014年
- モーレツ宇宙海賊 ABYSS OF HYPERSPACE -亜空の深淵- - メカ・プロップデザイン

2017年
- 交響詩篇エウレカセブン ハイエボリューション1 - メインメカニックデザイン

2018年
- 劇場版マクロスΔ 激情のワルキューレ - 原作・監督・脚本
- ANEMONE/交響詩篇エウレカセブン ハイエボリューション - メインメカニックデザイン

2019年
- 誰ガ為のアルケミスト - 総監督

2021年
- 劇場版マクロスΔ 絶対LIVE!!!!!! - 原作・監督・バルキリーデザイン
- 劇場短編マクロスF 〜時の迷宮〜 - 原作・監督・脚本・絵コンテ
- EUREKA/交響詩篇エウレカセブン ハイエボリューション - メインメカニックデザイン

2026年予定
- 迷宮のしおり - 監督

### OVA
- 1987年 超時空要塞マクロス Flash Back 2012 - 監督・メカニックデザイン
- 1987年 破邪大星ダンガイオー - メインメカニックデザイン（ダンガイオー）・原画
- 1991年 機動戦士ガンダム0083 STARDUST MEMORY - GP01・GP02・アルビオンのスタイリング
- 1992年 新世紀GPXサイバーフォーミュラ11 - メカニックデザイン
- 1993年 モルダイバー - コンセプトデザイン・メカニックデザイン
- 1994年 新世紀GPXサイバーフォーミュラZERO - メカニックデザイン
- 1994年 マクロスプラス - 原作・総監督・絵コンテ・メカニックデザイン
- 1996年 新世紀GPXサイバーフォーミュラ EARYDAYS RENEWAL - メカニックデザイン
- 1996年 新世紀GPXサイバーフォーミュラSAGA - メカニックデザイン
- 1997年 マクロス ダイナマイト7 - シリーズ構成・メカニックデザイン
- 1998年 新世紀GPXサイバーフォーミュラSIN - メカニックデザイン
- 1998年  青の6号 - メカニックデザイン（グランパス）[34]
- 2002年 マクロス ゼロ - 監督・メカニックデザイン
- 2007年 創星のアクエリオン - 原作・監督・脚本・メカニックデザイン
- 2015年 創勢のアクエリオンEVOL

### Webアニメ
- 2023年 MAKE MY DAY - メカデザイン[35]

### 特撮実写作品
- 1988年 スターヴァージン - メカニックデザイン
- 1989年 ガンヘッド - メインメカニックデザイン（ガンヘッド、メリーアン）
- 1989年 ゴジラvsビオランテ - 戦闘機F-3デザイン（不採用）
- 1992年 トーキング・ヘッド - メカニックデザイン
- 1996年 宇宙貨物船レムナント6 - メカニックデザイン
- 2001年 マイティエージェント - メカニックデザイン
- 2006年 立喰師列伝 - 「中辛のサブ」役で出演
- 2008年 TARGET HAL マイクロアドベンチャー - 総監督・脚本
- 2015年 サンダーバード ARE GO - サンダーバードS号デザイン

### ゲーム
- 1989年 アウトライブ - メカニックデザイン
- 1994年 TEAM INNOCENT -The Point of No Return- - メカニックデザイン
- 1997年 マクロス DIGITAL MISSION VF-X - 総監修・オープニング監督・メカニックデザイン
- 1997年- アーマード・コアシリーズ - コンセプトデザイン・メカニックデザイン
- 1997年 超時空要塞マクロス 愛・おぼえていますか - ムービー監修
- 1998年 超鋼戦紀キカイオー - 企画・メカニックデザイン
- 1999年 オメガブースト - CG監修・メカニックデザイン
- 1999年 マクロスVF-X2 - 総監修・オープニング監督・絵コンテ・設定・メカニックデザイン
- 2000年 マクロスプラス GAME EDITION - 監修・ムービー編集
- 2001年 マクロスM3 - メカニックデザイン
- 2008年 マクロスエースフロンティア - スーパーバイザー
- 2009年 マクロスアルティメットフロンティア - スーパーバイザー
- 2010年 マクロストライアルフロンティア - スーパーバイザー
- 2011年 エースコンバット アサルト・ホライゾン - ダウンロードコンテンツ架空機「ASF-X 震電II」デザイン
- 2012年 超速変形ジャイロゼッター - メカニックデザイン（ギルティス）
- 2013年 マクロス30 銀河を繋ぐ歌声 - バルキリーデザイン
- 2015年 誰ガ為のアルケミスト - オープニングアニメーション監督
- 2019年 デビルメイクライ5 - デビルブレイカーデザイン
- 2019年 デモンエクスマキナ - メカニカルコンセプトデザイン
- 2021年 ファイナルギア -重装戦姫- - 「MOTS.77」デザイン
- 2021年 コール オブ デューティ モバイル - スペシャルスキン「アシュラ」デザイン
- 2022年 機動都市X - 変形メカ「パルススター」デザイン
- 2023年 アース：リバイバル - スペシャルバトルスーツデザイナー
- 2023年 アーマード・コアVI ファイアーズオブルビコン - メカニックデザイン

### 漫画
- 1978年 手天童子 - メカニック設定
- 1994年 未来冒険チャンネル5 - メカニックデザイン
- 2011年 Mortal METAL 屍鋼 - メインメカニックデザイン

### 工業製品・CM
- 1980年 タカラ・ダイアクロン - ロボットベースやカーロボットシリーズのデザイン・監修
- 1992年 バトルテック - ボードゲームの日本語版監修
- 2001年 SONY・AIBO - ERS-220の外装デザイン
- 2005年 LEGO・EXO-FORCE - 広告用オリジナルモデル「VAN-FORCE」制作
- 2006年 タカラトミー・戦え!超ロボット生命体トランスフォーマー - ハイブリッドスタイル・コンボイ 、マスターピース・スタースクリームのデザイン監修
- 2007年 日産・デュアリス - 広告モデルのパワードスーツ「DUARIS」デザイン
- 2013年 スバル・EyeSight - バナーアニメ広告用ロボットデザイン
- 2014年 GearTribe・初音ミクGTプロジェクト 2014Ver. - 車体機構デザイン
- 2014・2015年 - プロジェクト モーフィアス - 東京ゲームショウのバーチャルリアリティーデモ映像監修
- 2015年 トヨタ車体・コムス コネクト - 東京モーターショー出展コンセプトカーの変形ロボットデザイン
- 2020年 SONY wena wrist kawamori Edition - スマートウォッチのカスタムデザイン
- 2023年 ツバメインダストリ・アーカックス - 搭乗型ロボットの特装型モデルデザイン
- 2025年 AVIOT・Ridepiece - 電動キックボードのデザイン

### その他
- 1988年 20歳のイリュージョン - 大西結花のミュージック・ビデオ演出協力
- 2012年 マクロス ザ・ミュージカルチャー - ミュージカル監修
- 2013年 ノブナガ・ザ・フール - プロジェクト総監督（舞台公演）
- 2020年 SMALL WORLD TOKYO - チーフクリエイター・オフィサー[36]

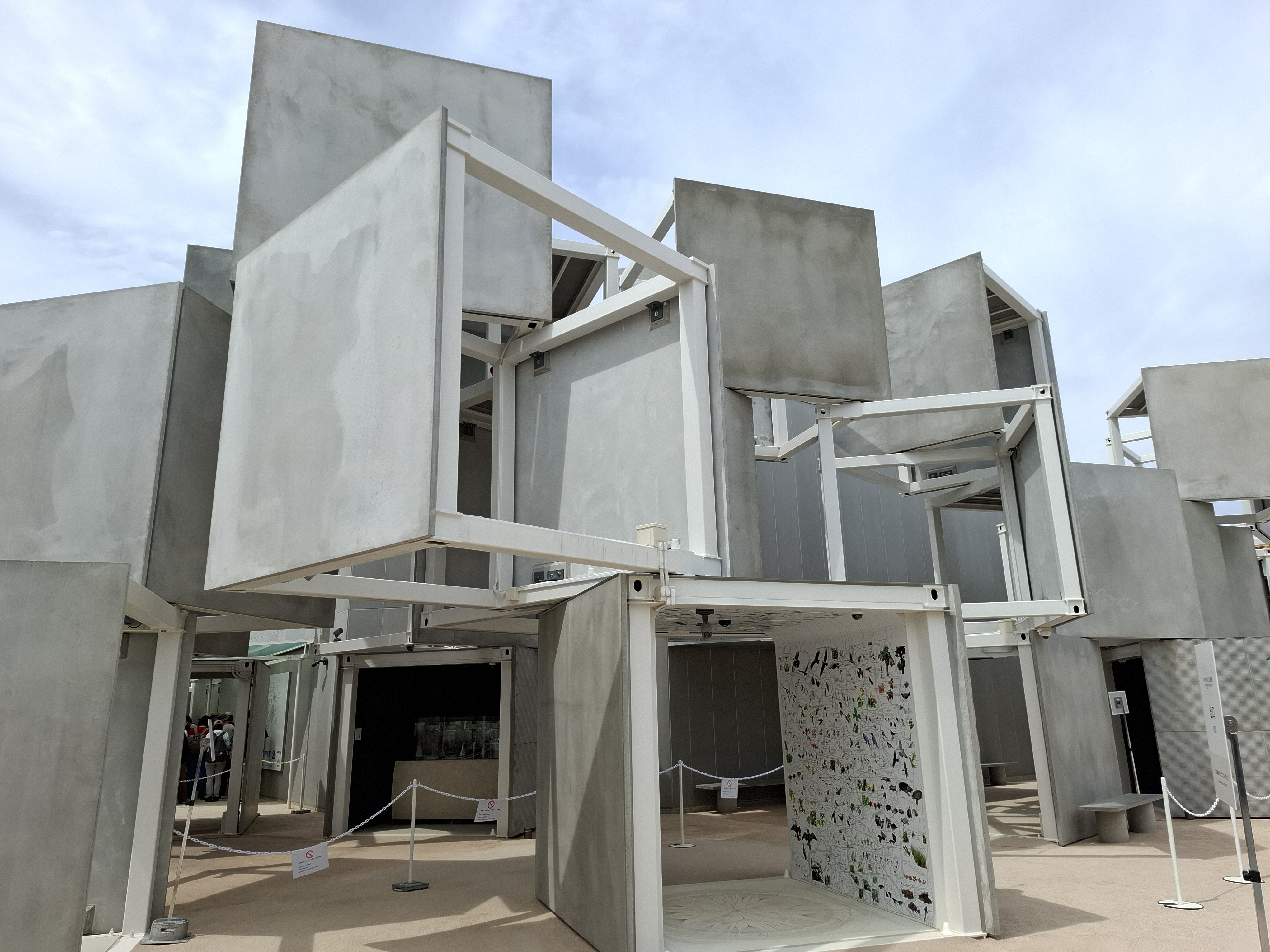
河森がプロデュースするパビリオン「いのちめぐる冒険」

- 河森がプロデュースするパビリオン「いのちめぐる冒険」2025年 大阪・関西万博 - テーマ事業プロデューサー（シグネチャーパビリオン「いのちめぐる冒険」）[37]

## 関連書籍
- 『おぼえていますか 映画「超時空要塞マクロス」より』 徳間書店アニメージュ文庫、1985年、ISBN 4-19-669544-2
- 『河森正治 サイバーフォーミュラデザインワークス』 ムービック、2000年、ISBN 4-89601-479-0
- 『河森正治 マクロスデザインワークス』 ムービック、2001年、ISBN 4-89601-512-6（参考文献）
- 『河森正治 デザインワークス』 エムディエヌコーポレーション、2006年、ISBN 4-8443-5843-X（参考文献）
- 『河森正治 ビジョンクリエイターの視点』 キネマ旬報社、2013年、ISBN 978-4-87376-390-3
- 『マクロス 河森正治 デザイナーズノート』 SBクリエイティブ、2020年、ISBN 978-4-7973-9718-5

## 展覧会
THE 変形 河森正治デザインワークス展
2015年7月3日 - 10月26日 手塚治虫記念館（兵庫県宝塚市）
河森正治EXPO
2019年5月31日 - 6月23日 東京ドームシティ Gallery AaMo（東京都文京区）
アニメ監督×万博プロデューサー 河森正治 展
2025年6月21日 - 9月1日 高志の国文学館（富山県富山市）